# Anyang-dong

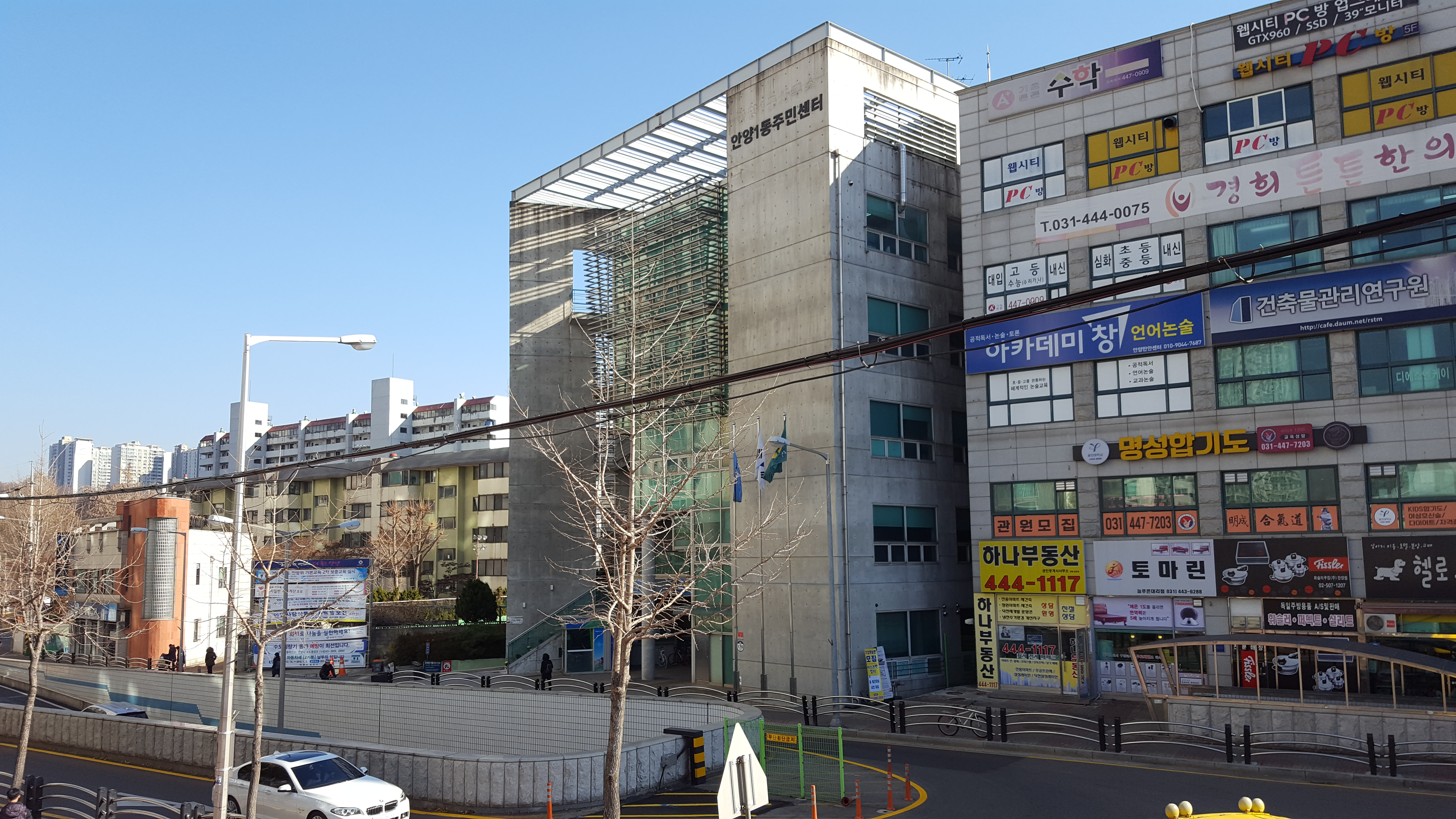
Anyang-1-dong

Anyang-dong (안양동, 安養洞) là phường của quận Manan ở thành phố Anyang, tỉnh Gyeonggi, Hàn Quốc. Nó chính thức chia thành Anyang-1-dong, Anyang-2-dong, Anyang-3-dong, Anyang-4-dong, Anyang-5-dong, Anyang-6-dong, Anyang-7-dong, Anyang-8-dong và Anyang-9-dong.

## Liên kết
- Anyang-1-dong Lưu trữ ngày 18 tháng 2 năm 2014 tại Wayback Machine (tiếng Hàn)
- Anyang-2-dong Lưu trữ ngày 18 tháng 2 năm 2014 tại Wayback Machine (tiếng Hàn)
- Anyang-3-dong Lưu trữ ngày 18 tháng 2 năm 2014 tại Wayback Machine (tiếng Hàn)
- Anyang-4-dong Lưu trữ ngày 19 tháng 2 năm 2014 tại Wayback Machine (tiếng Hàn)
- Anyang-5-dong Lưu trữ ngày 18 tháng 2 năm 2014 tại Wayback Machine (tiếng Hàn)
- Anyang-6-dong Lưu trữ ngày 18 tháng 2 năm 2014 tại Wayback Machine (tiếng Hàn)
- Anyang-7-dong Lưu trữ ngày 19 tháng 2 năm 2014 tại Wayback Machine (tiếng Hàn)
- Anyang-8-dong Lưu trữ ngày 18 tháng 2 năm 2014 tại Wayback Machine (tiếng Hàn)
- Anyang-9-dong Lưu trữ ngày 18 tháng 2 năm 2014 tại Wayback Machine (tiếng Hàn)

Bản mẫu:Tọa độ missing